# Le Lion à sept têtes
Pour plus de détails, voir Fiche technique et Distribution.
Le Lion à sept têtes (titre original : Der Leone Have Sept Cabeças) est une coproduction franco-italienne réalisée par Glauber Rocha et sortie en 1970.

## Synopsis
L'action se déroule en Afrique : une déesse blonde, Marlène, est la maîtresse d'un agent de la C.I.A.. Ils partagent avec d'autres complices les richesses d'un vaste continent. De l'autre côté, des guérilleros  leur livrent un combat sans merci. Entre eux, un prêtre pour qui les intérêts de la religion ne sont pas de ce monde. Celui-ci brandit un marteau, symbole de la puissance divine. Une représentation certes schématique mais hautement symbolique du néo-colonialisme et des rapports Nord/Sud.

## Fiche technique
- Titre du film : Le Lion à sept têtes
- Titre original : Der Leone Have Sept Cabeças
- Titre en italien : Il Leone a sette teste
- Réalisation : Glauber Rocha
- Scénario : G. Rocha, Gianni Amico
- Photographie : Guido Cosulich
- Format : Eastmancolor - 1,66 : 1
- Son direct : José Antonio Ventura
- Montage : G. Rocha, Eduardo Escorel
- Musique : Folklore africain, Baden Powell
- Production : Gianni Barcelloni (Italie) et Claude Antoine (France) pour Polifilm, Rome
- Pays d'origine :  Italie /  France
- Durée : 95 minutes
- Tournage : République du Congo
- Sortie : 1970

## Distribution
- Rada Rassimov : Marlène
- Jean-Pierre Léaud : le prêtre
- Giulio Brogi : Pablo, le chef de guérilla
- Hugo Carvana : le Portugais
- Gabriele Tinti : l'agent américain
- Reinhard Kolldehoff : le gouverneur
- Baiack : Zumbi
- Miguel Samba : Samba
- André Segolo : Xobu
- Aldo Bixio : un mercenaire
- Pascal Nzonzi